# 이정희 (탁구 선수)
이정희(李貞姬)는 대한민국의 탁구 선수였다. 1962년 8월 인도네시아 자카르타 아시안 게임에서 황율자와 함께 복식 은메달을 획득하였다.

## 참조
- 동아일보 1962.8.30일자 8면